# Монахан
Вижте пояснителната страница за други значения на Монахан.
Мо̀нахан (на английски: Monaghan; на ирландски: Muineachán) е град в северната част на Ирландия. Разположен е около канала Ълстър в едноименното графство Монахан на провинция Ълстър, на 7 km от границата със Северна Ирландия. Главен административен център е на графство Монахан. Населението му е 6221 жители от преброяването през 2006 г. 

## Спорт
Представителният футболен отбор на града носи името ФК Монахан Юнайтед. Дългогодишен участник е в двете най-високи нива на ирландския футбол Премиър лига и Първа дивизия.